# Bahnhof Stuttgart Neckarpark
Der Bahnhof Stuttgart Neckarpark liegt am Streckenkilometer 5,6 der Filstalbahn und ist eine Station im Netz der S-Bahn Stuttgart.

## Geschichte
Der Cannstatter Wasen ist seit dem 19. Jahrhundert ein Festplatz und Ausstellungsgelände. 1928 tauschte die Stadt Stuttgart den bisher dem Staat Württemberg gehörenden Wasen gegen Flächen am Burgholzhof. Auf dem Gelände, das unter anderem auch als Exerzierplatz diente, sollte ein neues großes Stadion entstehen. Die Anbindung an die neue Sportstätte erwies sich als Problem, denn weder der Bahnhof in Cannstatt noch der in Untertürkheim lagen nahe genug für die anreisenden Besucher.
Karl Schaechterle von der Reichsbahndirektion Stuttgart plante einen neuen Bahnhof für Sonderzüge an der Ostbahn, den Bahnhof Wasen. Neben Bahnsteigen an den Vorortgleisen der Ostbahn sollte auch ein Bahnsteig an den Ferngleisen errichtet werden. Für die auf der Schusterbahn verkehrenden Züge aus Kornwestheim hätte ein tiefer gelegener Bahnsteig zur Verfügung gestanden. Um die von Waiblingen kommenden Züge zu ihm zu leiten, hätten diese an der Remsbahnkurve zum Untertürkheimer Güterbahnhof abzweigen müssen. Ein weiterer, höher gelegener Bahnsteig war für den Pendelverkehr zum Stuttgarter Hauptbahnhof vorgesehen. Schaechterle konnte seine umfangreiche Vision jedoch nicht verwirklichen, die Reichsbahn lehnte ab.
Die Bundesbahn griff in den 1960er Jahren die Pläne für einen Bahnhof Neckarstadion neu auf. Da dieser aber an den Ferngleisen der Filstalbahn gelegen hätte und die Überlegungen für eine S-Bahn in Stuttgart bereits begonnen hatten, realisierte man die Idee nicht: Seit 1978 verkehrt zwischen Schwabstraße und Plochingen die S-Bahn-Linie S1, so dass nun eine neue S-Bahn-Haltestelle in der Nähe des Stadions geplant werden konnte. Bei 1979 durchgeführten Untersuchungen kamen die Verkehrsplaner zu einem positiven Ergebnis. Der Haltepunkt Neckarstadion an der Alten Untertürkheimer Straße wurde schließlich am 29. September 1984 eingeweiht.
Neben dem namengebenden Neckarstadion lagen auch die Hanns-Martin-Schleyer-Halle und das Daimler-Benz-Werk Untertürkheim in seiner Umgebung. Nachdem das Neckarstadion einen neuen Namen erhalten hatte, war die bisherige Bahnhofsbezeichnung hinfällig geworden. Die S-Bahnen hielten fortan am Gottlieb-Daimler-Stadion.
Für die zahlreichen Besucher bei Großveranstaltungen verfügt die Station seit Juli 2005 über ein weiteres Gleis und einen Aufzug. Mit der Eröffnung des Mercedes-Benz-Museums im Mai 2006 gewann der Haltepunkt weiter an Bedeutung. Über dem Stationsschild brachte man ein Schild mit der Aufschrift „Mercedes-Benz Museum“ an. Das Gottlieb-Daimler-Stadion wurde 2008 zur Mercedes-Benz Arena und 2023 zur MHPArena umbenannt. Um künftig nicht nur auf das Stadion hinzuweisen, sondern auf das gesamte Veranstaltungsgelände, fiel die Entscheidung für den aktuellen Stationsnamen. Zur Unterscheidung von der Stadtbahnhaltestelle „NeckarPark (Stadion)“, entstand der Name Neckarpark (Mercedes-Benz). Der Werbevertrag mit Mercedes-Benz lief zum 1. August 2014 aus und wurde nicht verlängert, weshalb die Station nun wieder „Stuttgart Neckarpark“ heißt.
Seit der Zweitligasaison 2016/2017 verkehren zu Heimspielen des VfB Stuttgart in der MHPArena die bisherigen Verstärkerzüge der Linie S1, die aus Herrenberg kommend hier enden, abweichend als Linie S11 (bisher wurden diese als Linie S1 geführt).
Der Bahnhof soll bis 2025 in den Digitalen Knoten Stuttgart integriert werden. Er gehört dabei zum Stell- und RBC-Bereich Untertürkheim, der von einem in Waiblingen entstehenden Bedien- und Technikstandort gesteuert werden soll.

## Bahnbetrieb
Der Bahnhof wird von den Linien S1 und S11 der Stuttgarter S-Bahn bedient. Gleis 1 ist den S-Bahnen Richtung Bad Cannstatt zugeordnet, Gleis 2 den S-Bahnen Richtung Esslingen. Gleis 3 wird nur außerplanmäßig angefahren.
Der Bahnhof Stuttgart Neckarpark gehört bei der Deutschen Bahn AG der Preisklasse 4 an.

### S-Bahn
| Linie | Strecke |
| ----- | --- |
| S 1   | Kirchheim unter Teck – Wendlingen – Plochingen – Esslingen – Neckarpark – Bad Cannstatt – Hauptbahnhof (tief) – Schwabstraße – Vaihingen – Rohr – Böblingen – Herrenberg (Verstärkerzüge im Berufsverkehr zwischen Esslingen und Böblingen) |
| S 11  | Neckarpark – Bad Cannstatt – Hauptbahnhof (tief) – Schwabstraße – Vaihingen – Rohr – Böblingen – Herrenberg |